# 南岸集團
南岸集團有限公司，簡稱南岸集團（英語：South Shore Holdings Limited，港交所除牌前：0577），於2006年由洪永時（前聯席主席）創立名為「Falloncroft Investments Limited」，聯席主席為Mr Peter Lee Coker Jr.。前身為「路易十三集團有限公司」和「十三集團有限公司」。
2018年1月25日洪永時辭去聯席主席兼執行董事職務。
位於香港中環干諾道中1號友邦金融中心29樓2901室。業務為於澳門經營「十三第」酒店和娛樂場所，以及經營保華建業（持有51%股權，以及由保華集團有限公司持有49%股權，就是在2013年5月15日換取上市）建築行業。
2013年4月25日，路氹城的“路易十三”酒店項目動土。
路易十三（0577）主要股東安大略教師退休基金申報，在該股於2013年11月8日進行配股及可換股債券同日，被視為在場外以每股8.23元承購3644.5萬股，涉資逾2.99億元。連同前述的股份，該基金持有路易十三的股數，由原先逾1.48億股，增至逾1.84億股，持股比例由原先的41.12%，提高至51.23%。於二零一七年二月七日，安大略教師退休基金
持有路易十三338,628,459股相關股份（與非上市股本衍生工具有關）的淡倉，分別相
當於路易十三現有已發行股本及經擴大已發行股本約36.77%及21.62%。
於二零一七年二月二十三日，安大略教師退休基金已經轉讓可換股債券本金總額為1,752,542,350港元，可轉換股份合共338,628,459股予Evolution Capital Management.
2018年6月27日 官方正式易名為南岸集團（South Shore Holding Ltd.）。
2018年8月31日澳門十三第酒店開幕。

## 連結
- southshore-holdings.com （页面存档备份，存于）